# 大雄 (横手市)

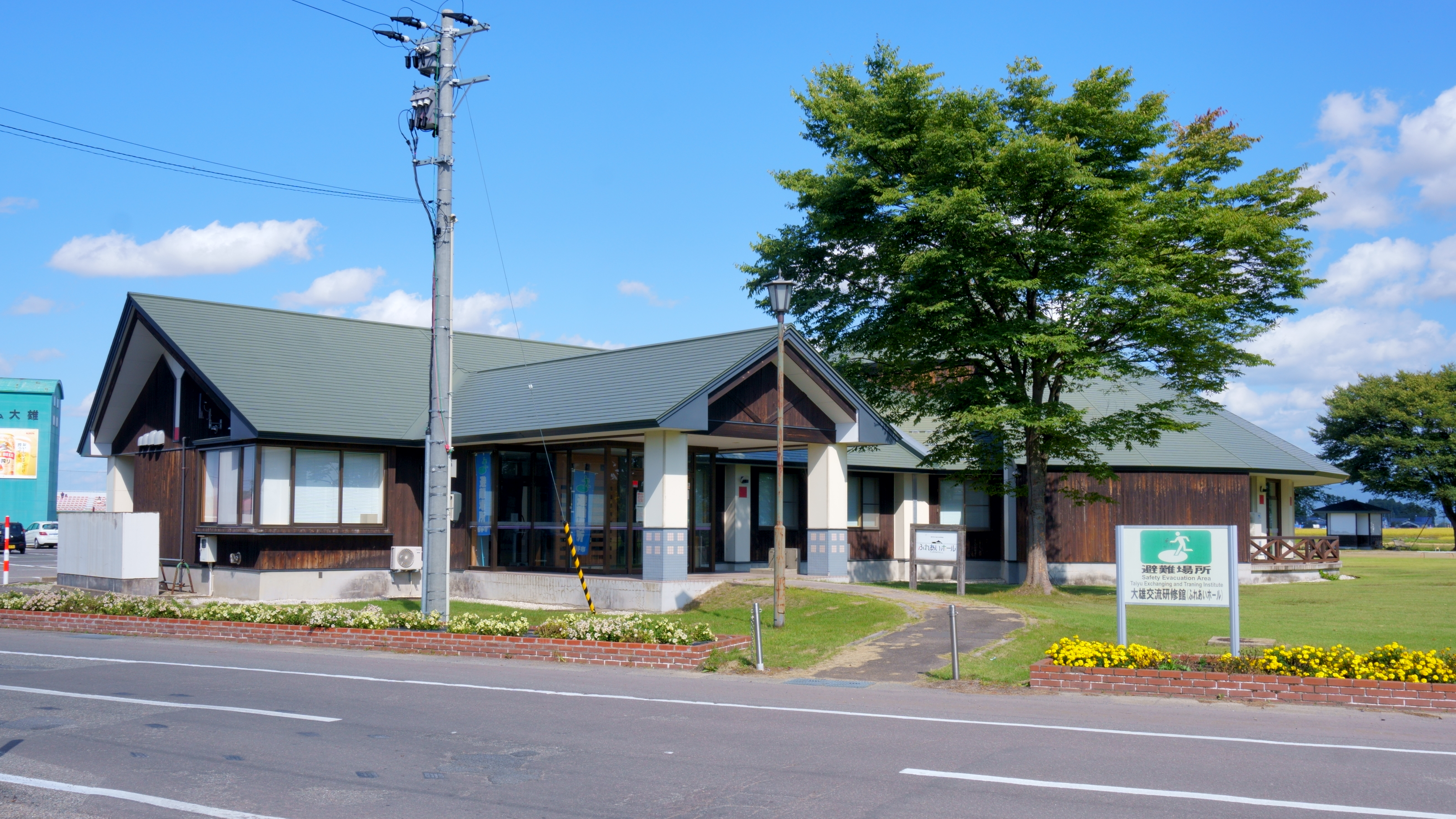
大雄交流研修館「ふれあいホール」

大雄（たいゆう）は、秋田県横手市にある地区（広域地名）。人口は4850人（2015年（平成27年）10月1日現在、国勢調査による）。
2005年（平成17年）10月1日に市町村合併によって横手市となった旧平鹿郡大雄村の区域をそのまま継承している。大字大雄のみで構成される。
本項では、旧大雄村及び地域総称について述べる。

## 地理
横手盆地のほぼ中央部に位置する。横手市の西方にあり、秋田自動車道を境とし、北西方向は雄物川に沿った境界を持つ。村域全体で26.18km2と、横手市内の地域（旧市町村）としては最小である。秋田県道29号横手大森大内線が中央部を縦貫し、横手市役所大雄庁舎（大雄地域局）を中心に街が形成されている。庁舎周辺には「ゆとりおん大雄」（市営温泉宿泊施設）やスタジアム大雄、大雄交流研修館「ふれあいホール」などの主要施設がある。
東で横手地域、西で大森地域、北で大仙市（角間川地域）、南で雄物川地域・平鹿地域と隣接する。

### 河川
- 雄物川

## 歴史
- 1889年（明治22年）4月1日 - 町村制施行に伴い平鹿郡阿気村、田根森村、館合村が成立。
- 1955年（昭和30年）4月1日 - 阿気村と田根森村が合併して大雄村となる。
- 1955年（昭和30年）10月10日 - 平鹿郡館合村の一部を編入。
  - 館合村の残部は雄物川町に編入。
- 1960年（昭和35年）4月 - 村章を制定。
- 1975年（昭和50年）11月 - 村民憲章を制定。
- 1981年（昭和56年）9月2日 - 村の花・木・鳥を指定。
- 2005年（平成17年）10月1日 - 横手市・増田町・平鹿町・雄物川町・大森町・十文字町・山内村と合併し、横手市を新設。同日に大雄村を廃止。

## 交通

### 鉄道
町内に駅はない。最寄り駅はJR東日本奥羽本線の後三年駅。

### 道路
主要地方道
- 秋田県道13号湯沢雄物川大曲線
- 秋田県道29号横手大森大内線

一般県道
- 秋田県道117号野崎十文字線

## 教育

### 中学校
- 横手市立横手明峰中学校
  - 2012年4月に雄物川中学校・大森中学校・大雄中学校の統合校として開校した[2]。

### 小学校
- 横手市立大雄小学校
  - 2015年4月に田根森小学校・阿気小学校の統合校として開校した[3]。

## 施設
- 横手市役所大雄庁舎（大雄地域局）
- ゆとりおん大雄
- 横手市大雄運動公園野球場（スタジアム大雄）
- 大雄交流研修館「ふれあいホール」
- 横手市園芸振興拠点センター
- 大雄地域福祉センター
- 大雄コミュニティセンター体育館
- 大雄農業者トレーニングセンター

- 横手市役所 大雄庁舎
- ゆとりおん大雄
- スタジアム大雄
- 大雄交流研修館「ふれあいホール」
- 横手市園芸振興拠点センター
- 大雄地域福祉センター
- 大雄コミュニティセンター体育館
- 大雄農業者トレーニングセンター

## 観光

### 名所・旧跡・観光スポット
- 桜づつみ公園
- たいゆう緑花園